# مارتن دويل
مارتن دويل (بالإنجليزية: Martin Doyle)‏ هو عسكري أيرلندي، ولد في 25 أكتوبر 1891 في New Ross ‏ في جمهورية أيرلندا، وتوفي في 20 نوفمبر 1940 في دبلن في جمهورية أيرلندا بسبب شلل الأطفال.